# Leggende di Alcatraz

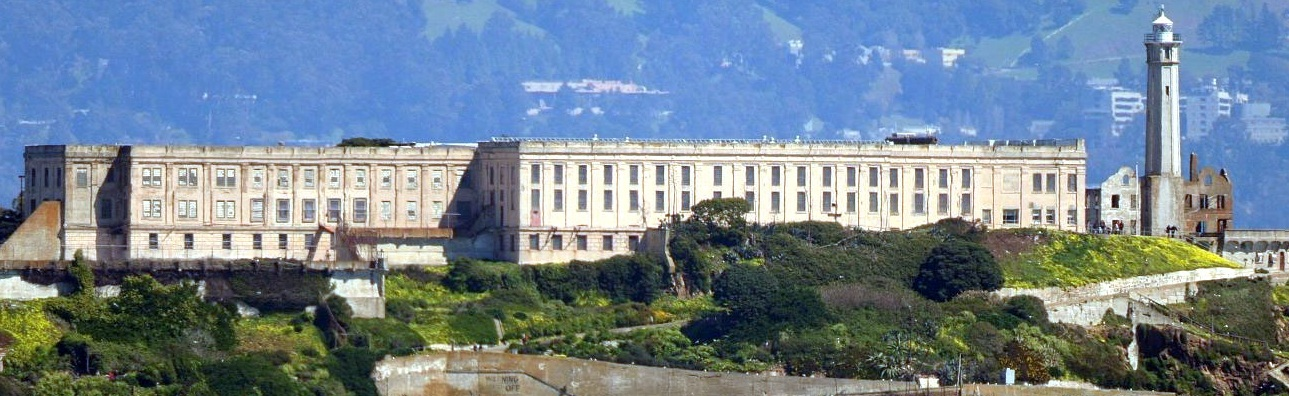
La prigione di Alcatraz

La Baia di San Francisco, l'Isola di Alcatraz e la prigione di Alcatraz sono stati spesso citati come alcuni tra i luoghi più infestati da attività paranormali dell'intera America anche e soprattutto per la presenza del carcere.
I nativi americani che hanno occupato l'isola hanno parlato di spiriti maligni che loro stessi hanno incontrato sull'isola e che abitavano quel luogo da ben prima che divenisse prigione federale.
Prigionieri, guardie e visitatori hanno più volte riportato la presenza di attività paranormale ad Alcatraz, da fischi nelle celle a porte chiuse improvvisamente, sino a figure di fantasmi nei corridoi, soffi d'aria fredda e persino suoni di strumenti musicali o di macchine da cucire. Le autorità ufficiali di Alcatraz hanno sempre negato qualsiasi presenza di spiriti nella struttura.

## Percezioni

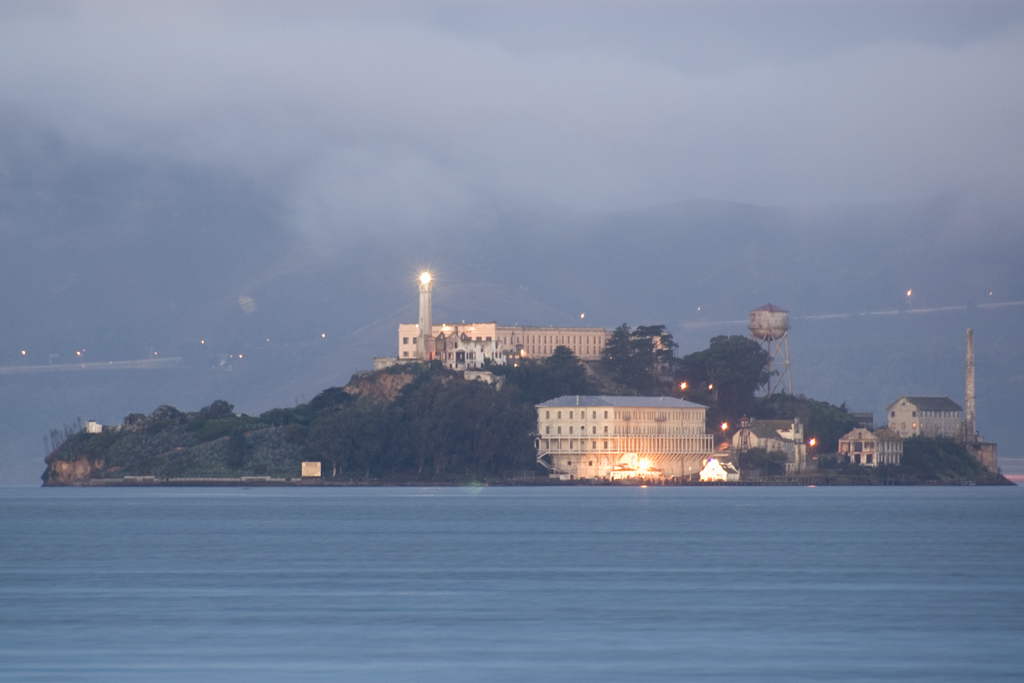
L'isola di Alcatraz

Il Los Angeles Times ha descritto Alcatraz come "il più noto penitenziario federale che il paese abbia mai conosciuto. La sua storia affonda le radici nelle storie, nei pettegolezzi e nelle leggende", e lo ha citato come uno dei cinque posti più infestati della California. Diversi investigatori del paranormale hanno considerato la prigione come uno dei luoghi più infestati del mondo.
Secondo gli scrittori popolari, già prima che la prigione aprisse ad Alcatraz, i primi esploratori dell'isola credettero che essa fosse infestata da presenze negative al punto da reputarla un "brutto posto". I primi esploratori occidentali che visitarono l'isola rimasero colpiti dall'atmosfera tetra e parlarono di punti precisi illuminati dai raggi lunari di notte. Ossa ed artefatti ritrovati dagli archeologi sull'isola indicano come essa sia servita da luogo di sepoltura per diversi nativi americani. Gli indiani, noti come Ohlone, furono tra i primi abitanti noti dell'isola di Alcatraz. Pur evitando formalmente l'isola per la presenza di spiriti maligni, vi portavano qui i loro criminali per lasciarli vivere in isolamento. Il luogo era anche noto perché vi si cacciavano uccelli e uova. Anche quando gli spagnoli raggiunsero l'isola nel 1759, i nativi rifiutarono di utilizzare l'isola come loro rifugio.
Il The Washington Post ha riportato come Alcatraz sia un luogo "dove i visitatori possono percepire chiaramente il passato dei suoi abitanti intrappolato nell'atmosfera." Il New York Magazine ha detto che per quanto il penitenziario di Alcatraz non sia più attivo dal 1963, esso "rimane un posto molto sinistro, affascinante e perverso nel contempo, iconico." Il documentario Haunted Alcatraz, trasmesso da Travel Channel, ha detto a tal proposito: "vi è ben poco da dire sul fatto che Alcatraz sia un posto particolare nel nostro immaginario collettivo, evocando sentimenti eccitanti e tetri" e che "il potere dell'isola" cattura ancora oggi i suoi visitatori dopo la partenza. Un libro del 1995 include la prigione di Alcatraz come uno dei 25 posti più spaventosi nel mondo (The 25 Scariest Places in the World).

## Prima della prigione

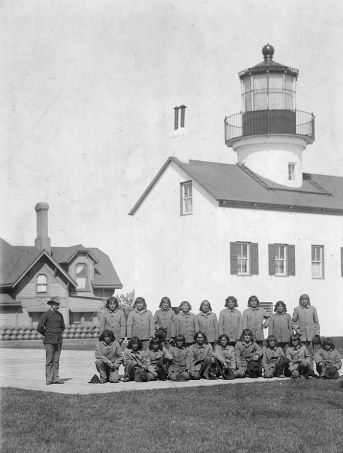
Prigionieri Hopi nella prima prigione militare sull'isola

Fort Alcatraz era l'originale installazione militare presente sull'isola di Alcatraz. Venne terminato nel 1859 come difesa costiera ed iniziò ad essere utilizzato come prigione militare dal 1868. Durante la guerra civile americana, le batterie del forte costituirono un'importante linea difensiva. Nuove migliorie vennero apportate alla struttura tra gli anni '70 ed '80 dell'Ottocento e nel 1893 vi venne aperto il primo ospedale permanente. Venne costruita una nuova prigione superiore e col costo di 250.000 dollari venne eretta una nuova prigione tra il 1910 ed il 1912, incorporando parte della vecchia cittadella del forte. Nel 1933–1934, la struttura venne modernizzata e divenne la prigione di Alcatraz che ospitò alcuni tra i più pericolosi criminali americani tra il 1934 ed il 1963. Durante il periodo come penitenziario, qui vennero uccise otto persone dai prigionieri stessi; una guardia venne assassinata nella lavanderia alla fine degli anni '30, due morirono durante un tentativo di fuga di prigionieri nel 1946 e cinque prigionieri morirono in incidenti. Cinque prigionieri si suicidarono ed almeno una dozzina morirono nel tentativo di fuggire.

## Attività paranormali riportate nella prigione

### Testimonianze di prigionieri e guardie
Secondo lo scrittore E. Floyd, "quasi ogni guardia o ufficiale penitenziario che avesse prestato servizio nel carcere sino alla sua chiusura da parte dell'Attorney General Robert Kennedy nei primi anni '60 fece esperienza di qualcosa di fuori dall'ordinario" e fu lo stesso scrittore a precisare come vi fossero degli "scioccanti segreti sovrannaturali". Durante il periodo come penitenziario, sia i prigionieri che le guardie dissero di essere stati più volte testimoni di fenomeni strani, in particolare relativi ai prigionieri indiani ed agli ufficiali morti sull'isola all'epoca della guerra civile americana. I prigionieri, molti dei quali vennero dichiarati pazzi a seguito della loro permanenza ad Alcatraz, riportarono spesso dei fischi nel cuore della notte, luci blu e figure fluttuanti, mormorii, ed il rumore metallico di catene nelle celle notoriamente vuote. Un prigioniero del blocco D ha detto di aver visto degli occhi raggianti rossi nel cuore del buio e di aver urlato per ore. Venne trovato morto la mattina successiva col volto livido, gli occhi fuori dalle orbite e degli strani segni di strangolamento attorno al collo.

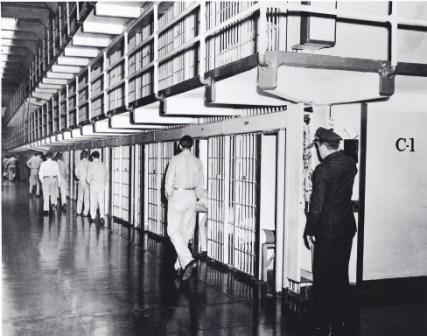
Il blocco C

Le guardie inizialmente si dimostrarono scettiche relativamente ai racconti dei carcerati ma col passare del tempo iniziarono loro stesse a notare attività perlomeno inusuali come soffi di aria gelida, la sensazione di dita gelide sul collo, grida nel cuore della notte. Il primo direttore di Alcatraz, James A. Johnston, disse di aver sentito una donna piangere durante un tour nella prigione. Gli occupanti della prigione riportarono di aver visto dei prigionieri della prigione militare del XIX secolo camminare nei corridoi del blocco A che poi scomparivano all'arrivo delle guardie, ed un membro dello staff disse di aver visto un gruppo di prigionieri nativi americani marciare in cerchio prima di svanire. Spari di fucile, colpi di cannone e allarmi antincendio vennero riportati nel cuore della notte. Anche la casa del direttore, ora bruciata e ridotta ad uno scheletro dall'occupazione di Alcatraz, appare infestata; all'epoca del penitenziario, diverse guardie dissero di aver visto lo spettro di un uomo con delle costine d'agnello cotte durante una festa, con un vestito grigio ed un cappello. Un faro fantasma venne avvistato anche emergere dalla nebbia nella baia di San Francisco.
L'ex prigioniero Leon "Whitey" Thompson, che poi lavorò come guida ad Alcatraz per molti anni e la visitò poi regolarmente sino alla sua morte nel 2005, credeva fermamente che l'isola di Alcatraz fosse infestata e diceva di "poterlo percepire" anche quando vi era incarcerato. Egli credeva che la prigione fosse "dannata" e spesso disse di aver avuto la sensazione di sentirsi osservato. Durante il suo periodo in prigione, Thompson fece amicizia con un altro carcerato di nome Johnny Haus, un texano di dimensioni colossali. Lo vide l'ultima volta il 25 ottobre 1962 quando lasciò Alcatraz e non lo vide mai più. Un giorno degli anni '80 quando Thompson si trovava da solo nel blocco celle attendendo i visitatori per un nuovo tour, disse di aver visto una grande figura scura alla fine del corridoio "Michigan Avenue". Vide l'apparizione camminare sino ad un angolo e poi scomparire. Thompson corse sino alla fine del corridoio, ma non vide nessuno. Egli credette che il fantasma avvistato fosse quello di Haus.

### Testimonianze dei visitatori e dei ranger

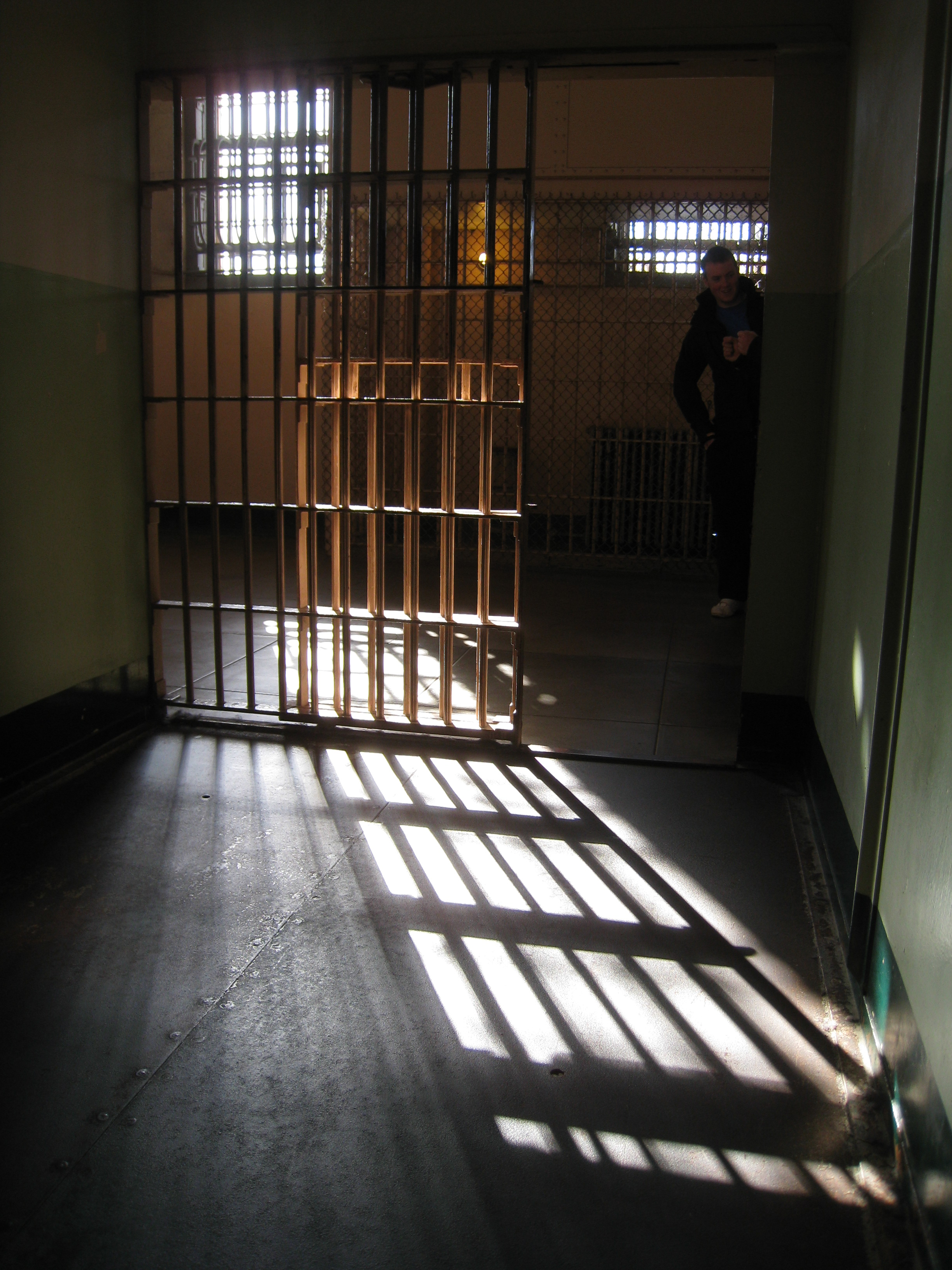
Il blocco D di Alcatraz

Sin dalla sua chiusura, diverse persone hanno comunque sentito ad Alcatraz suoni di ferri, urli e pianti nei blocchi della prigione. Rumori di passi e lamenti sono stati sentiti sia nel blocco A che nel blocco B. Il blocco C si ritiene sia infestato dallo spirito dell'ex carcerato Abie Maldowitz (soprannominato "the Butcher", "il macellaio") che venne ucciso nel locale lavanderia. Il 5 settembre 1984, una guardia della struttura ormai divenuta museo disse di essere stato svegliato dall'improvvisa chiusura di una porta nel blocco C, ma di non essere mai riuscito a trovare la causa di tale rumore; il rumore continuò in altre notti.
Il blocco D è considerato dagli investigatori del paranormale come il più infestato della prigione. Quattro delle 42 celle qui presenti si pensa siano le più infestate dal momento che voci inspiegabili sono state udite nelle celle 11, 12 e 13. La cella 14-D, la peggiore del gruppo "The Hole" e di Alcatraz, è considerata dagli esperti in assoluto la più infestata dell'intera prigione. Molte persone hanno notato un freddo permanente nell'area, anche in piena estate, con temperature costantemente in ribasso rispetto ad ogni altro luogo nella struttura.

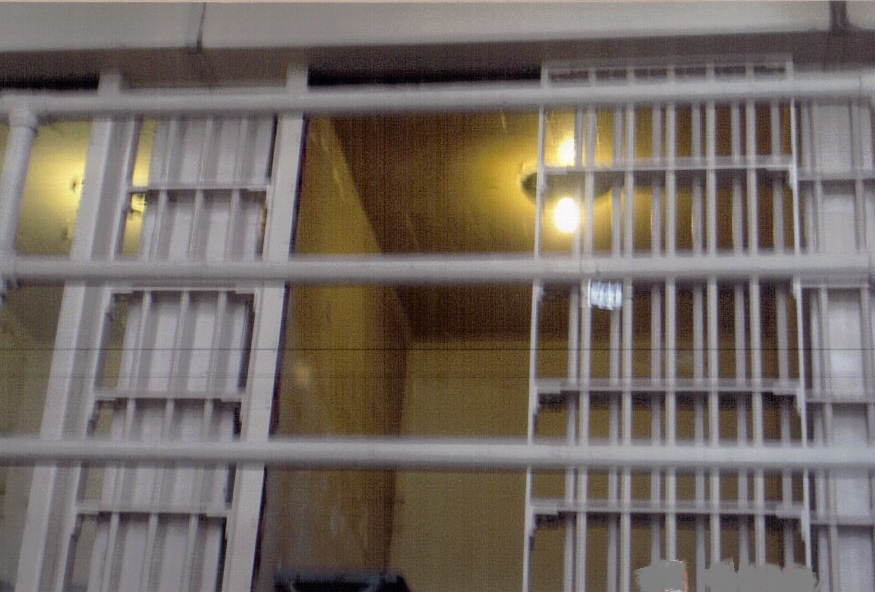
La cella n.181 ad Alcatraz dove Al Capone venne imprigionato

Alcune note di banjo sono state udite provenire dalla sala delle docce, dove Al Capone era solito far pratica col suo strumento. Anche un guardiano del museo attuale ha dichiarato di aver sentito Al Capone suonare il suo banjo nelle docce. Il ranger Lori Brosnan ha dichiarato che molti visitatori hanno notato un'atmosfera fredda nella sala delle docce come pure uno di essi ha riportato l'idea di sentirsi come delle dita fredde sul collo, ma giratosi immediatamente non vide nessuno. La stessa Brosnan ha riportato di aver udito dei suoni inspiegabili come chiusure di porte nel cuore della notte quando sapeva che queste erano chiuse e lei sola ne aveva le chiavi. Altri rangers hanno riportato il suono di chiusure di porte, fischi provenienti dalle celle e suoni di armonica. Voci spettrali sono state udite anche nei reparti dell'ospedale. George "Machine Gun" Kelly è stato detto essere visto nella chiesa della prigione e Alvin "Creepy" Karpis presso la panetteria e la cucina della prigione. Un visitatore e la moglie hanno detto di aver udito il cinguettio di canarini nella cella di Robert Stroud, l'"ornitologo di Alcatraz", e di averlo visto leggere un libro, anche se è risaputo che a Stroud non venne mai permesso di tenere uccelli nella sua cella.

### Testimonianze degli investigatori del paranormale

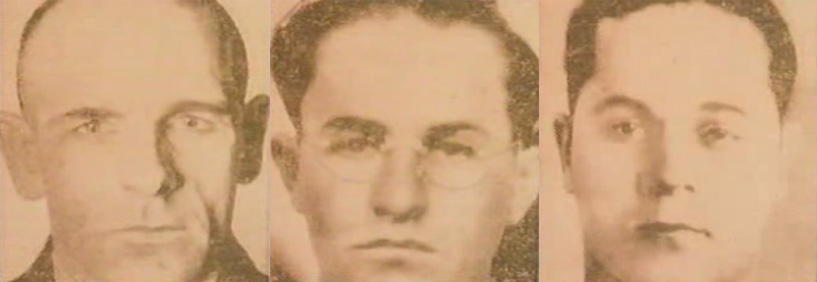
I prigionieri che vennero uccisi durante la battaglia di Alcatraz del 1946, Bernard Coy (a sinistra), Marvin Hubbard (al centro) e Joe Cretzer (a destra)

Numerosi investigatori del paranormale e psichici come Annette Martin e Jeanne Borgen e squadre del paranormale hanno detto di aver "contattato degli spiriti" ad Alcatraz. L'anchorman della KGO Radio Morning News, Ted Wygant, scettico del paranormale, ha visitato Alcatraz nel 1982 con lo psichico Jeanne Borgen e vi ha trascorso una notte. Wygant disse che durante la loro permanenza non hanno trovato nulla sino alle 3 del mattino in un corridoio dove i tre uomini della battaglia di Alcatraz del 1946 vennero uccisi. Qui lui stesso riportò di aver sentito un "tremendo sentimento di rabbia" e di aver sentito una presenza maligna sul pavimento ove gli uomini erano morti. Egli disse di aver incominciato in quel momento a sentire l'impellente desiderio di maneggiare una pistola. Borgen disse che quando riaccese la luce Wygant era cambiato: "la sua faccia era cambiata, potevi vedere la rabbia e l'odio nei suoi occhi". Wygant disse che anche per lui era complesso descrivere quanto successo, ma questo era quanto aveva avuto l'impressione di sentire. nel 1984, l'investigatore del paranormale e scrittore Michael Kouri disse di aver parlato in trance con lo spirito di un prigioniero morto che gli disse di essere stato picchiato e che gli erano state rotte le gambe ed era stato poi posto in isolamento. Secondo il Los Angeles Times, una donna che si definiva psichica, iniziò a parlare in tedesco con voce di bambino durante un tour nell'ospedale della prigione, e disse poi chiaramente che Alcatraz era frequentata dagli spiriti.
Nei primi anni '90 del Novecento, la serie TV Sightings decise di investigare nella prigione e disse di aver trovato la prova di attività spiritica filmata ad Alcatraz. Un gruppo della CBS ebbe modo di riportare attività insolite nell'ospedale e nella lavanderia della prigione. Lo psichico Daena Smoller e lo psicologo Larry Montz hanno avuto modo di visitare la prigione senza trovare nulla nel blocco D né negli altri blocchi di celle con un magnetometro, mentre di aver rilevato qualcosa nel New Industries Building nell'area dove i prigionieri lavoravano alla cucitura. Smoller disse di aver udito un suono intenso di macchine da cucire e un senso di panico nell'area. Nulla apparve chiaro per diversi minuti sino a quando il magnetometro improvvisamente "saltò". Montz disse che non vi era alcun campo elettromagnetico nell'area che avrebbe potuto causare quello sbalzo e di conseguenza poteva trattarsi "in definitiva di attività paranormale". Apparentemente gli investigatori dissero di non essere stati a conoscenza del fatto che nell'area era avvenuto l'incidente in cui Henri Young aveva ucciso Rufus McCain, pugnalandolo al collo.

## Risposta alle testimonianze
Malgrado le molte testimonianze emerse negli anni, le autorità di Alcatraz hanno sempre pubblicamente negato ogni forma di attività spiritica sull'isola, descrivendo il tutto come folklore o semplice suggestione. Uno degli organizzatori nel 1994 giunse a dichiarare: "Queste ridicole storie di fantasmi fermeranno le visite dei turisti. E come hanno potuto sentire dei canarini? Non abbiamo uccelli qui". Mary Forgione del Los Angeles Times disse a tal proposito: "Il National Park Service, che opera sull'isola come sito turistico, ha snobbato tutto ciò, definendolo una trovata degna di Hollywood." Alcatraz, attualmente gestita dal National Park Service, non ha un "tour dei fantasmi" ufficiale, anche se alcune associazioni che vi operano indipendentemente ne organizzano nella prigione. L'ex guardia della prigione Frank Healy, che da giovane prestò servizio ad Alcatraz, dal 1948 al 1951, disse che era facile avere un sentimento negativo nei confronti della prigione quando era "dannata e oscura", anche se aggiunse che se vi era al mondo un posto infestato dai fantasmi quello era sicuramente Alcatraz. Tracy Grant del The Washington Post, parlando del libro "Ghost Hunt" che documenta alcune testimonianze di spiriti ad Alcatraz, ha detto: "gli autori Jason Hawes e Grant Wilson si sono definiti degli acchiappafantasmi, e nel libro effettivamente offrono delle storie di fantasmi di ex detenuti nella prigione di Alcatraz e l'idea che l'oceano stesso sia infestato. Queste storie possono essere definite paurose, ma non prendetele troppo sul serio. Dopo tutto, i fantasmi non sono reali. O lo sono?"